# Gewone steekmug
De gewone steekmug (Culex pipiens) is een muggensoort uit de familie van de steekmuggen (Culicidae). De wetenschappelijke naam van de soort is gepubliceerd in 1758 door Linnaeus in de tiende editie van Systema naturae.
De gewone steekmug kan soms als vector dienen voor de verspreiding van een aantal infectieziekten bij de mens, zoals Japanse encefalitis, westnijlkoorts en hersenvliesontsteking. Daarnaast kan de beet van een gewone steekmug als allergische reactie netelroos veroorzaken. In Nederland wordt de gewone steekmug het meest waargenomen in ruderaal en stedelijk gebied.